# 494 v. Chr.
Portal Geschichte | Portal Biografien | Aktuelle Ereignisse | Jahreskalender | Tagesartikel

◄ |
6. Jahrhundert v. Chr. |
5. Jahrhundert v. Chr. |
4. Jahrhundert v. Chr. |
►

◄ | 510er v. Chr. | 500er v. Chr. | 490er v. Chr. | 480er v. Chr. |
470er v. Chr. |
►

◄◄ | ◄ | 497 v. Chr. | 496 v. Chr. | 495 v. Chr. | 494 v. Chr. |
493 v. Chr. |
492 v. Chr. |
491 v. Chr. |
► |
►►
Im Jahr 494 v. Chr. bricht der Aufstand der ionischen Städte gegen das Perserreich nach einer vernichtenden Niederlage bei Lade zusammen. Die Stadt Milet wird von den Achämeniden unter Dareios I. zerstört, die meisten anderen Städte kommen aber sehr glimpflich davon. Während die ionischen Städte Griechenlands unter der Führung Athens sich in der Folge auf einen Gegenschlag der Perser vorbereiten, erringt in der dorischen Welt Sparta mit dem Sieg in der Schlacht bei Sepeia die Hegemonie auf dem Peloponnes.
In Rom findet im gleichen Jahr der Legende nach die erste Secessio plebis statt. Die Plebejer der Stadt begeben sich außerhalb der Stadtmauern auf den Mons Sacer und setzen damit die Einrichtung des Amtes des Volkstribunen durch.

## Ereignisse

### Politik und Weltgeschehen

#### Perserreich / Ionischer Aufstand
Vor der Insel Lade kommt es zur entscheidenden Seeschlacht im Aufstand der ionischen Städte gegen das Perserreich. Laut Herodot treffen 353 ionische Schiffe aus unterschiedlichen Poleis auf rund 600 Schiffe aus dem Achämenidenreich. Die heterogene und in sich uneinige Flotte der Ionier wird von Dionysios von Phokäa befehligt. Chios, das die meisten Schiffe stellt, beginnt mit einem erfolgreichen Angriff auf die persische Flotte, aber als noch während der Schlacht zuerst die Schiffe aus Samos und dann auch noch diejenigen aus Lesbos davonsegeln, nutzen die Perser die Schwäche ihres Gegners und fügen ihm eine vernichtende Niederlage zu.

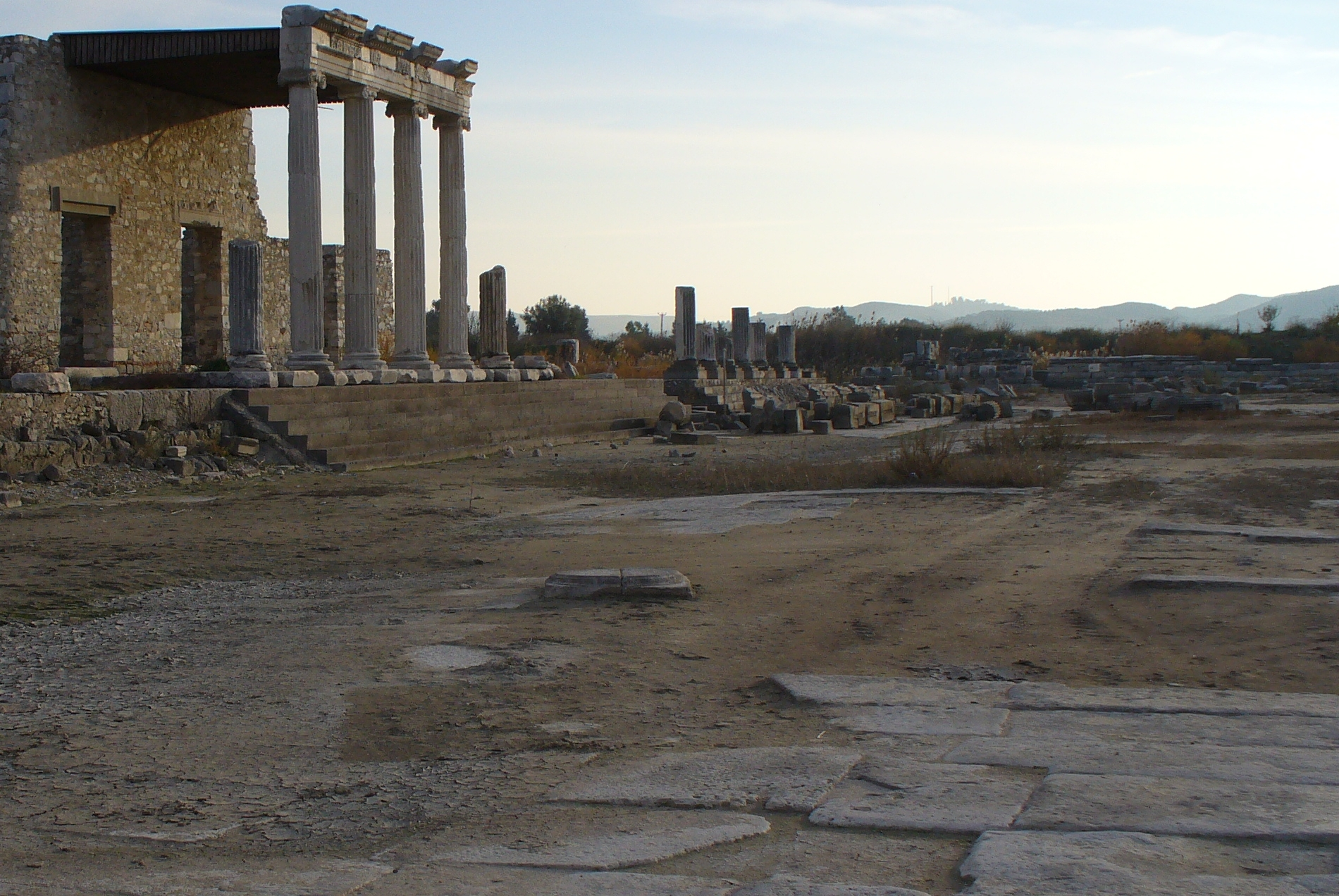
Ruinen von Milet

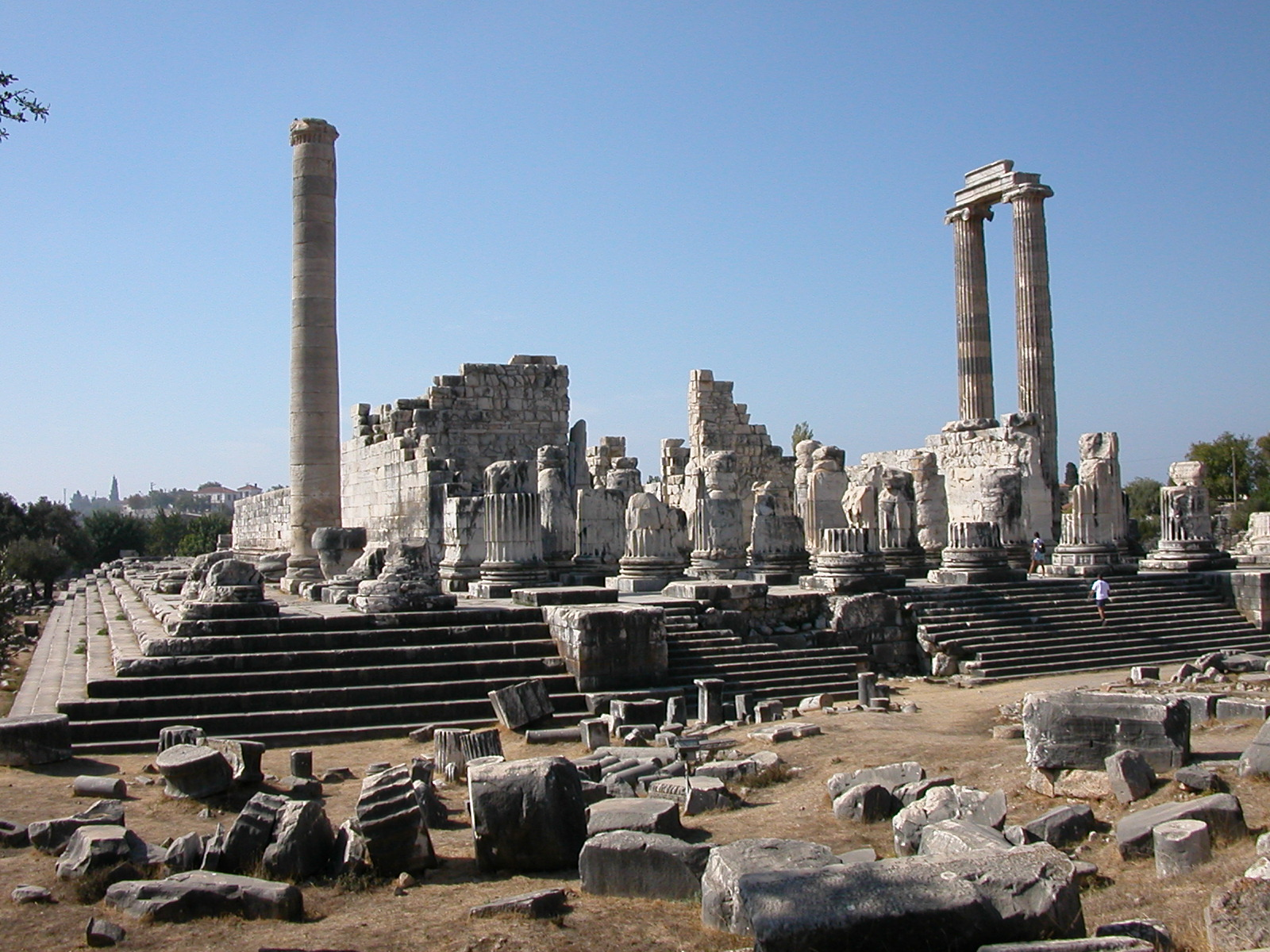
Ruinen des Apollon-Tempels

Anschließend segeln die Perser nach Milet, von wo aus der Aufstand seinen Ausgang genommen hat. Nach kurzer Belagerung wird die Stadt erobert und niedergebrannt. Die Stadtmauern werden geschleift, die männliche Bevölkerung wird getötet, Frauen und Kinder verschleppt und in die Sklaverei verkauft. Der Tempel von Didyma und das dort befindliche Orakel des Apollon werden geplündert und anschließend niedergebrannt.
Die anderen am Aufstand beteiligten Städte werden von Großkönig Dareios I. hingegen großzügig behandelt. Anstelle von Repressalien werden einige der Missstände beseitigt, die zu dem Aufstand geführt haben. Die Städte dürfen zu ihrem politischen System der Demokratie zurückkehren. Durch eine neue Katasteraufnahme wird für eine gerechtere Steuerverteilung gesorgt, auch wenn sich an der Gesamtlast der Tribut nichts ändert. Einer der ionischen Botschafter, die dieses Ergebnis für die Poleis erreichen können, ist Hekataios von Milet, der schon während des Aufstandes ein vorsichtiger Warner war.

#### Peloponnes

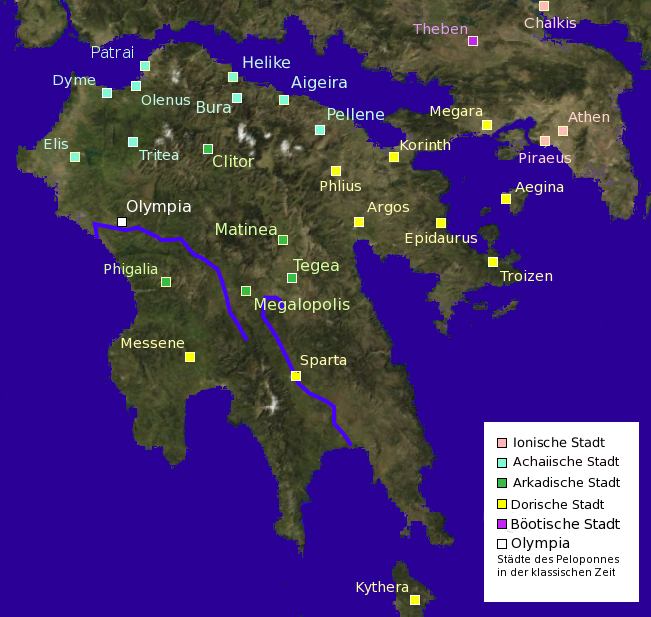
Der Peloponnes in klassischer Zeit

Die beiden dorischen Städte Sparta und Argos führen einen Krieg um die Hegemonie auf dem Peloponnes. Dem spartanischen König Kleomenes I. gelingt eine Umgehung der Argiver und fügt ihnen in der Schlacht bei Sepeia eine vernichtende Niederlage zu. Die Stadt will er jedoch nicht belagern. Er zieht wieder nach Hause ab. In Argos kommt es als Folge der Schlacht zu einem Sturz der bislang herrschenden Schicht. Doch Argos bleibt weiterhin ein bedeutender Gegner Spartas. 

#### Griechische Kolonien in Süditalien

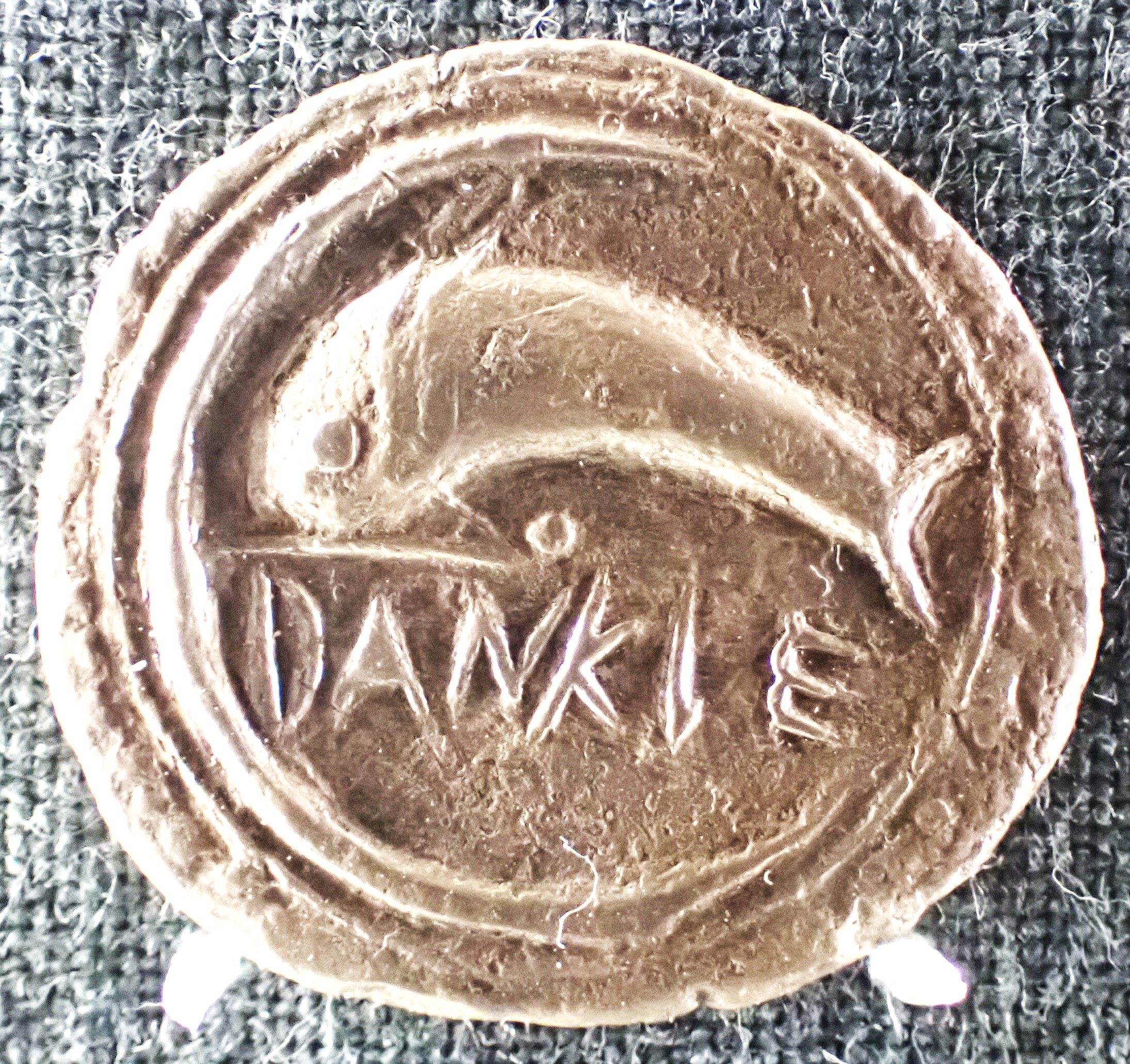
Drachme aus Zankle auf Sizilien mit Stadtnamen

Der aus Messenien stammende Anaxilas bemächtigt sich der Zitadelle von Rhegion, stürzt die bisherige oligarchische Regierung der tausend reichsten Bürger und schwingt sich zum Tyrannen der Stadt auf. Im selben Jahr erobert er mit Unterstützung von Flüchtlingen aus Milet die sizilische Stadt Zankle und benennt sie nach seiner Heimatstadt Messene in Messana um. Damit beherrscht er die Meerenge zwischen Sizilien und Italien und legt bei Scyllaeum einen gegen die etruskischen Seeräuber befestigten Hafen an.

#### Römische Republik / Ständekämpfe
Aulus Verginius Tricostus Caelimontanus aus dem Geschlecht der Verginier und Titus Veturius Geminus Cicurinus sind nach der Legende Konsuln der frühen Römischen Republik. Als sie neue Soldaten für einen kommenden Krieg gegen die umliegenden Stämme ausheben wollen, geraten sie in Konflikt mit den Plebejern. Daraufhin wird ihnen eine stärkere Beteiligung am politischen Leben zugesagt und für den Krieg Manius Valerius Maximus als Diktator bestimmt.
Obwohl die Kämpfe für die Römer sehr erfolgreich verlaufen, werden die Zusagen an die Plebejer vom Senat nicht eingehalten. Nach der Legende findet daraufhin die erste Secessio plebis statt. Die Plebejer der Stadt begeben sich außerhalb der Stadtmauern auf den Mons Sacer und setzen damit die Einrichtung des Amtes des Volkstribunen durch. Der ehemalige Konsul Agrippa Menenius Lanatus kann sie – angeblich durch die Erzählung eines Gleichnisses vom Magen und den Gliedern – zur Rückkehr in die Stadt bewegen. Doch die Ständekämpfe in Rom haben damit erst begonnen.

#### China
Ai Gong wird nach dem Tod von Ding Gong im Vorjahr Herrscher des chinesischen Staates Lu.
Der Philosoph und ehemalige Staatsmann Konfuzius besucht auf seiner mehrjährigen Wanderschaft durch die Reiche zur Zeit der Frühlings- und Herbstannalen in China den Staat Chen.
König Goujian von Yue versucht entgegen dem Rat seines Kanzlers Fan Li, einem neuerlichen Angriff des Nachbarstaats Wu zuvorzukommen, unterliegt aber in der Schlacht bei Fujiao und gerät in die Gefangenschaft des Königs Fuchai.